# Déchirée
La Déchirée est une célèbre œuvre du sculpteur français René Iché. Il la réalisa, lors de la Seconde Guerre mondiale, pour dénoncer d'une part l'Occupation de la France par les nazis, en juin 1940, et d'autre part le début de la Collaboration de l'État français avec les Allemands, sous l'impulsion du maréchal Pétain.

## Symbole
La sculpture symbolise la faiblesse et l'aveuglement de la France inconsciente de l'abîme moral dans lequel elle va être plongée. Elle a été réalisée par Iché dans son atelier à Paris, à l'époque de son entrée en Résistance au sein du Groupe du musée de l'Homme. Elle devient le symbole du mouvement Libération au moment de son ralliement à Charles de Gaulle, en 1942. Choisie par Rémy (Gilbert Renault) comme cadeau de Noël, elle devait être emmenée à Londres par Claire (Arlette Lejeune) à l'homme de la France libre (lors d'une expédition maritime qui avait raté). Quelques mois plus tard, c'est finalement le philosophe Jean Cavaillès, après son évasion, qui se chargea de son transport à Londres en février 1943. De Gaulle la plaça immédiatement dans son bureau britannique sur une table derrière lui avant même d'échanger la moindre parole avec le responsable de Libération-Nord.

## Historique
De retour en France au moment du Débarquement et de la Libération de Paris, elle fut présentée au public au Salon d'Automne de 1944, son auteur l'avait enfin signée et marquée pièce unique « 1 ».
Volée, dans des circonstances non élucidées, elle a été retrouvée par la police française en juin 2007 lors d'une banale enquête de recel. Le Fonds National d'Art Contemporain a revendiqué l'œuvre par voie de presse, puis a aussitôt obtenu une ordonnance lui permettant de la récupérer. Fin juillet la Déchirée fut transférée dans leurs locaux à Puteaux. Le 8 septembre, l'avocat William Bourdon a fait savoir que Rose-Hélène Iché, la petite-fille du sculpteur et son unique ayant droit, assignait le FNAC au Tribunal civil.

## Anecdotes
- Une polémique éclata au début des années 1950, à cause d'un article de Paris Match, entre Rémy et Gabrielle Ferrière, sur qui était à l'origine du don de l'œuvre d'Iché au général de Gaulle.
- Une épreuve en bronze marquée A et fondue par Valsuani après la guerre est exposée à La Boisserie, propriété historique de De Gaulle. Sur son socle, Iché a gravé la dédicace « Au Général de Gaulle, âme ardente d'une patrie déchirée ».
- Le bronze marqué B a été acheté par l'épouse d'un avocat parisien, dans les années 1990 pour une somme dérisoire. À peine rentrée chez elle, le galeriste lui demandait de lui rendre l'œuvre car il s'était trompé sur le prix. La femme qui désirait l'offrir à son époux, amateur de sculpture, a bien entendu catégoriquement refusé.

## Sources
- Marie Granet, Cohors-Asturies, édition des Cahiers de la Résistance, Bordeaux, 1974.
- Nicolas Chevassus-Au-Louis, « Le mystère de La Déchirée », Libération, 18 septembre 2007.
- « René Iché, figure de l'art engagé », Libération, 18 septembre 2007.
- Alain Ammar et Nicolas Ruel, « Le mystère de La Déchirée » (reportage de 1 min 48 s), TF1 - 20 h, 24 septembre 2007.